# Argia hinei
Argia hinei är en trollsländeart som beskrevs av Kennedy 1918. Argia hinei ingår i släktet Argia och familjen dammflicksländor. Inga underarter finns listade i Catalogue of Life.